# Алгоритм більшості голосів Боєра — Мура

Стан алгоритму Боєра — Мура після обробки кожного вхідного символу. Вхідні дані показані в нижній частині малюнка, а збережений елемент і значення лічильника елемента у відповідному стані зображені як символ та висота.

Алгоритм більшості голосів Боєра — Мура — це алгоритм для знаходження більшості для послідовності елементів з використанням лінійного часу та постійної кількості слів пам'яті. Алгоритм названий на честь Роберта Боєра та Джея Мура, які опублікували його в 1981 році, і є прототипним прикладом потокового алгоритму.
У своїй найпростішій формі алгоритм знаходить основний елемент, якщо він є: тобто елемент, який повторюється для більш ніж половини елементів вхідних даних. Для перевірки того, що елемент, знайдений під час першого проходу, дійсно є основним, можна виконати другий прохід по даним при якому підраховується скільки разів зустрічається цей елемент, після чого перевіряється, що елемент є основним.
Якщо не виконувати другий прохід і при цьому немає більшості, то алгоритм не виявить, що більшість відсутня. У випадку, якщо не існує строгої більшості, повернутий елемент може бути довільним; не гарантовано, що це елемент, який зустрічається найчастіше (мода послідовності). Потоковий алгоритм не може знайти найпоширеніший елемент без використання менш ніж лінійного простору у випадку послідовностей, кількість повторень в яких може бути невеликою.

## Опис алгоритму
Алгоритм підтримує у своїх локальних змінних елемент послідовності та лічильник, причому лічильник спочатку дорівнює нулю. Потім він один за одним обробляє елементи послідовності. Під час обробки елемента x, якщо лічильник дорівнює нулю, алгоритм зберігає x як запам'ятований елемент послідовності та встановлює лічильник на одиницю. В іншому випадку він порівнює x із збереженим елементом і або збільшує лічильник (якщо вони однакові), або зменшує лічильник (в іншому випадку). Наприкінці цього процесу, якщо послідовність має більшість, це буде елемент, отриманий алгоритмом. Підсумуємо опис алгоритму в псевдокоді:
- Ініціалізувати елемент m та лічильник i з i = 0
- Для кожного елемента x вхідної послідовності:
  - Якщо i = 0, тоді присвоїти m = x і i = 1
  - інакше, якщо m = x, тоді присвоїти i = i + 1
  - інакше присвоїти i = i − 1
- Повернути m

Навіть якщо вхідна послідовність не має більшості, алгоритм повідомить один з елементів послідовності як результат роботи. Однак, можна виконати другий прохід над тією ж вхідною послідовністю, щоб підрахувати, скільки разів зустрічається отриманий раніше елемент і визначити, чи є він насправді більшістю. Цей другий прохід необхідний, оскільки алгоритм, який використовує сублінійний простір не може визначити, чи існує основний елемент за один прохід по входовим даним.

## Реалізація на мові Python
Знайдемо елемент, який може бути основним і перевіримо його на більшість.
```
from
 
typing
 
import
 
List
,
 
Union

def
 
majorityElement
(
nums
:
 
List
[
int
])
 
->
 
Union
[
int
,
 
None
]:

    
candidate
,
 
counter
 
=
 
None
,
 
0

    
for
 
element
 
in
 
nums
:

        
if
 
element
 
==
 
candidate
:

            
counter
 
+=
 
1

        
elif
 
counter
 
==
 
0
:

            
candidate
,
 
counter
 
=
 
element
,
 
1

        
else
:

            
counter
 
-=
 
1

    
# Перевіряємо на більшість

    
if
 
nums
.
count
(
candidate
)
 
>=
 
len
(
nums
)
 
//
 
2
 
+
 
1
:

        
majority_element
 
=
 
candidate

    
else
:

        
majority_element
 
=
 
None

    
return
 
majority_element

```

## Аналіз алгоритму
Об'єм пам'яті, який потрібен алгоритму, — це простір для одного елемента та одного лічильника. У моделі обчислень з довільним доступом, яка зазвичай використовується для аналізу алгоритмів, кожне з цих значень може зберігатися в машинному слові, а загальний необхідний простір дорівнює O(1). Якщо для відстеження позиції алгоритму у вхідній послідовності потрібен індекс масиву, то він не змінює загальну оцінку простору. Бітова складність алгоритму (простір, який йому знадобиться, наприклад, на машині Тьюрінга) є вищою, ніж сума двійкових логарифмів довжини вхідних даних і розміру універсуму, з якого беруться елементи. Як модель довільного доступу, так і аналіз бітової складності враховують лише робочу пам'ять алгоритму, а не пам'ять для самої вхідної послідовності.
Аналогічно, на машині з довільним доступом алгоритм займає час O(n) (лінійний час) для вхідної послідовності з n елементів, оскільки він виконує лише постійну кількість операцій на кожен вхідний елемент. Алгоритм також може бути реалізований на машині Тюрінга в часі, лінійному відносно довжини входу (n помножене на число бітів виділених на вхідний елемент).

## Коректність алгоритму
Припустимо, що ми маємо послідовність розміром N, яка має мажоритарний елемент m. Шляхом заперечення можна показати, що алгоритм не може вивести немажоритарний елемент.
Алгоритм вибирає перший елемент у послідовності як мажоритарний кандидат c та ініціалізує counter для цього кандидата зі значенням 1. Якщо кандидат не є мажоритарним елементом, тоді лічильник повинен досягати нуля, оскільки в послідовності є більше елементів, які не дорівнюють кандидату. Коли лічильник досягає нуля після K < N ітерацій, ми обробили рівно K / 2 елементів із значенням кандидата (K має бути парним). Незалежно від того, дорівнює кандидат мажоритарному елементу m чи ні, у нас залишається підпослідовність довжиною N — K, де m все ще є мажоритарним елементом.